# Bebekan
Bebekan is een bestuurslaag in het regentschap Sidoarjo van de provincie Oost-Java, Indonesië. Bebekan telt 8584 inwoners (volkstelling 2010).